# 2017 dans la police
Cet article présente les faits marquants de l'année 2017 dans la police.

## Évènements
- 2 février : Lors de l'interpellation de Théo Luhaka, un des policiers lui déchire le sphincter anal avec son bâton télescopique.
- 26 mars : Mort de Liu Shaoyao à Paris, tué par la police lors d'une intervention à son domicile.
- 30 mars : Mort d'Angelo Garand, abattu par les gendarmes du GIGN.